# Гельмут Кеппе
Гельмут Кеппе (нім. Helmut Köppe; 1 квітня 1909, Шлойзінген — 23 липня 1943, Атлантичний океан) — німецький офіцер-підводник, корветтен-капітан крігсмаріне.

## Біографія
1 квітня 1932 року вступив на флот. З травня 1938 року — дивізійний офіцер на лінкорі «Гнайзенау». В липні-жовтні 1941 року пройшов курс підводника, в жовтні-грудні — курс командира підводного човна, з грудня 1941 по лютий 1942 року — командирську практику на підводному човні U-751. З 12 березня 1942 року — командир U-613, на якому здійснив 4 походи (разом 137 днів у морі). 23 липня 1943 року U-613 був потоплений в Північній Атлантиці південніше Азорських островів (35°32′ пн. ш. 28°36′ зх. д.) глибинними бомбами американського есмінця «Джордж Беджер». Всі 48 членів екіпажу загинули.
Всього за час бойових дій потопив 2 кораблі загальною водотоннажністю 8087 тонн.
| Дата             | Назва корабля | Тип               | Тоннаж | Вантаж            | Екіпаж | Загинули | Країна             | Конвой |
| ---------------- | ------------- | ----------------- | ------ | ----------------- | ------ | -------- | ------------------ | ------ |
| 7 листопада 1942 | Roxby         | Торговий пароплав | 4,252  | 6400 тонн вугілля | 46     | 34       | Британська імперія | ON-142 |
| 11 квітня 1943   | Ingerfire     | Торговий пароплав | 3,835  | Баласт            | 36     | 8        | Норвегія           | ONS-2  |

## Звання
- Кандидат в офіцери (1 квітня 1932)
- Морський кадет (4 листопада 1932)
- Фенріх-цур-зее (1 січня 1934)
- Оберфенріх-цур-зее (1 вересня 1935)
- Лейтенант-цур-зее (1 січня 1936)
- Оберлейтенант-цур-зее (1 жовтня 1937)
- Капітан-лейтенант (1 листопада 1939)
- Корветтен-капітан (1 липня 1943, посмертно заднім числом)

## Нагороди
- Медаль «За вислугу років у Вермахті» 4-го класу (4 роки)